# Мйодуси-Стасьовента
Мйодуси-Стасьовента (пол. Miodusy-Stasiowięta) — село в Польщі, у гміні Високе-Мазовецьке Високомазовецького повіту Підляського воєводства.
Населення — 82 особи (2011).
У 1975-1998 роках село належало до Ломжинського воєводства.

## Демографія
Демографічна структура станом на 31 березня 2011 року:
|          | Загалом | Допрацездатний вік | Працездатний вік | Постпрацездатний вік |
| -------- | ------- | ------------------ | ---------------- | -------------------- |
| Чоловіки | 45      | 13                 | 23               | 9                    |
| Жінки    | 37      | 9                  | 18               | 10                   |
| Разом    | 82      | 22                 | 41               | 19                   |